# Savjetovanje za bol
Savjetovanje za bol je oblik psihoterapije koji ima za cilj pomoći ljudima kako se nositi s tugom i žalosti nakon smrti voljene osobe, ili s velikim životnim promjenama koje izazivaju osjećaj tuge (npr., rastava ). 
Psihoterapeuti smatraju da svatko doživljava i izražava tugu na svoj način, često je to oblikovano kulturom.  Oni vjeruju da nije neuobičajeno za osobu da se povuče od svojih prijatelja i obitelji i da se osjeća bespomoćno, a neki mogu biti ljuti i mogu željeti poduzeti akciju.  Neki se pak mogu smijati. 
Savjetnici za bol smatraju da se može očekivati širok spektar emocija i ponašanja povezanih s tugom.  Neki savjetnici vjeruju da u svim mjestima i kulturama, ožalošćena osoba ima koristi od podrške drugih. Nadalje, savjetnici vjeruju da tamo gdje takva potpora nedostaje, savjetovanje može osigurati put za zdravu rezoluciju.  Savjetnici vjeruju da je bolni proces cilj koji je "rješenje".  Struka dalje vjeruje da gdje se proces žaljenja prekida, na primjer, istovremeno da se osoba bavi praktičnim pitanjima opstanka ili želi biti jaka i držati obitelj na okupu, tuga može ostati neriješena, a kasnije ostaje kao pitanje za savjetovanje .

## Savjetovanje
Savjetovanje za bol postaje potrebno kada je osoba onemogućena svojom tugom, osvojena s gubitkom u mjeri u kojoj su njihovi normalni procesi suočavanja onemogućeni ili zatvoreni. Savjetovanje olakšava izražavanje emocija i misli o gubitku, uključujući tugu, anksioznost, ljutnju, usamljenost, osjećaj krivnje, olakšanja, izolaciju, zbunjenost, ili utrnulost.
To uključuje kreativno razmišljanje o izazovima koji slijede gubitak i suočavanje s istodobnim promjenama u njihovim životima.  Često se ljudi osjećaju neorganizirani, umorni, imaju problema u koncentraciji, slabo spavaju i imaju živopisne snove, i promjene u apetitu.  To također rješava savjetovanje. 
Savjetovanje olakšava da se proces pretvori u prirodne reakcije na gubitak.  To je prikladno za reakcije na gubitke koje su preplavile sposobnost suočavanja te osobe.  Postoje znatna sredstva koja pokrivaju tugu ili savjetuju o žalosti, kao što je Vodič za savjetovanje o žalosti Državnog zavoda za mentalno zdravlje, New York.
Savjetovanje može biti pozvano kada osoba pati od upozoravajuće tuge, primjerice nametljiva i česta zabrinutost o voljenoj osobi čija smrt nije ni neposredna ni vjerojatna.  Prijevremena žalost se također događa kada voljena osoba ima terminalnu bolest. To može hendikepirat sposobnosti te osobe da ostane prisutna dok se istovremeno drži, otpušta, i približava umirućem rođaku. 
U ožujku 2007, savjetovanje i   terapija za žalost su bili smješteni na popis tretmana koji imaju potencijal uzrokovanja štete klijentima APS časopisa ‘Perspectives on Psychological Science’. Posebno,  osobe koje su doživjele  "relativno normalnu reakciju žalovanja" pa mogu iskusiti lošije rezultate nakon savjetovanja.

## Terapija za bol
Postoji razlika između savjetovanja za bol i terapije za bol.  Savjetovanje uključuje pomaganje ljudima da se kreću kroz jednostavnu, ili normalnu tugu sve do zdravlja i rezolucije.  Terapija za bol uključuje korištenje kliničkih alata za traumatske ili komplicirane reakcije tuge.  To bi se moglo zbiti, gdje je reakcija tuge dugotrajna ili se ona manifestira kroz neke tjelesne simptome ili poremećaje ponašanja, ili s pomoću bolnog odgovora izvan raspona kulturno ili psihijatrijski definirane normalnosti. 
Terapija za bol je vrsta psihoterapije koja se koristi za liječenje teških traumatskih ili kompliciranih tužnih reakcija,  koja su uzrokovana gubitkom bliske osobe (odvajanje ili smrt ) ili katastrofe zajednice.  Cilj terapije za bol je identificirati i riješiti psihološke i emocionalne probleme koji su se pojavili kao posljedica. Oni se mogu pojaviti kao promjene ponašanja ili fizičke promjene, u obliku psihosomatskih poremećaja, zakašnjele ili ekstremne žalosti i konfliktnih problema ili nagle i neočekivane žalosti.  Terapija može biti dostupna kao pojedinačna ili grupna terapija.  Terapija za bol se opsežno primjenjuje s roditeljima bolesnika koji imaju karcinom.

## Kontroverze

### Učinkovitost i jatrogeneza
Trenutno (od 2008. godine ), polemika postoji u stručnoj literaturi za relativnu učinkovitost terapije i njene moguće štete  ( iatrogenesis ).  Istraživači su otkrili da ljudi mogu posegnuti za terapijom u nedostatku komplicirane (ili nenormalne) tužne reakcije, te da u takvim slučajevima, terapija za bol može uzrokovati normalan odgovor žalovanja koji se može pretvoriti u patološki. Drugi su tvrdili da je terapija vrlo učinkovita za ljude koji pate od neobično dugotrajnog i kompliciranog odgovora na žalovanje. 
U ožujku 2007., članak u APS časopisu ‘Psychological Science Perspektive’, je obuhvaćao savjetovanje za bol i terapiju za bol na popisu tretmana s potencijalom da uzrokuje štetu klijentima. Konkretno, pojedinci koji su doživjeli  "relativno normalne reakcije na težak gubitak" su rekli da je rizik od lošijih ishoda bio veći nakon primitka savjetovanja. Članak APS časopisa je bio kritiziran od strane Britanskog Psihološkog Društva zbog nedostatka znanstvene discipline. 

### Valjanost "komplicirane tuge"
Stručnjaci mentalnog zdravlja su ispitali dali postoji komplicirana tuga. Novi dijagnostički kriteriji za "kompliciranu tugu" predloženi su za novi DSM, DSM-V.  Jedan argument protiv stvaranja klasifikacije za "kompliciranu tugu" smatra da to nije jedinstveni mentalni poremećaj. Umjesto toga ona je kombinacija drugih mentalnih poremećaja, kao što su depresija i posttraumatski stresni poremećaj i poremećaj osobnosti. 
Empirijske studije su uvjerljivo pokušavale utvrditi inkrementalnu valjanost komplicirane tuge. Godine 2007. George Bonanno i kolege objavili su rad koji opisuje istraživanje koje podržava inkrementalnu valjanost komplicirane tuge. U radu je otvoreno pitanje za raspravu :” kako simptomi komplicirane žalosti mogu biti dijagnostički organizirani ". Ovo je još uvijek aktualna rasprava, pa će se novo istraživanje na ovu temu vrlo vjerojatno pojaviti u znanstvenoj literaturi.

## Savjetovanje za bol i trauma
Predviđajući utjecaj gubitka ili traume (u mjeri u kojoj svatko može), tijekom i nakon gubitka ili traume, svaka osoba ima jedinstvena emocionalna iskustva i načine suočavanja, od tuge i reagiranja do nereagiranja. Iznenadan, nasilan ili neočekivani gubitak ili trauma nameće dodatne napore na suočavanje.  Kada je zajednica zahvaćena katastrofom i troškovima, tada su i napori veći. 
Plakanje, bolni osjećaji tuge, ljutnje, udara, krivnje, bespomoćnosti i ogorčenja nisu rijetki.  To su osobito izazovna vremena za djecu koja imala iskustva upravljanja jakim afektima u sebi ili u svojoj obitelji.  Ovi osjećaji su sve dio prirodnog procesa ozdravljenja koji crpe otpornost osobe, obitelji i zajednice. 
Vrijeme i udobnost te potpora razumijevanja bližnjih i stranaca koji dolaze u pomoć, podržava liječenje ljudi u svoje vrijeme i na svoj način.  Istraživanja pokazuju da je otpornost prije obična nego izvanredna.  Većina ljudi koji prežive gubitak i traumu ne razviju PTSP. Neki i dalje ostaju preplavljeni. 
Ovaj članak se bavi savjetovanjem osoba koje su doživjele složenu tugu i traumu, ne samo složeni posttraumatski stresni poremećaj, već uvjetima traumatskog gubitka i psihološke traume koji su zbog nekog razloga trajni ili onemogućeni.  Na primjer, odraslim osobama koje su povremeno onemogućene nepoželjnim i nametljivim povlačenjem zbog nagle i nasilne smrti roditelja u djetinjstvu. Zato što nisu bili u stanju tugovati jer su oni, ili ona jaka osoba koja je držala obitelj na okupu, ili su osoba čiji osjećaji bijesa i ljutnje su neprihvatljivi ili neizvodljivi u to vrijeme,  ili zbog gubitka uzdržavatelja što je katapultiralo obitelj u strmoglavi pad gubitkom doma, zajednice i sredstva potpore.   

## Posttraumatska ličnost
Zbog povezanosti traume, PTSP-a, ljudskog razvoja, elastičnosti i integracije samog sebe, savjetovanje kompleksne traume nakon nasilne smrti u obitelji, na primjer, zahtijeva integrirani pristup, koristeći razne vještine i tehnike na najbolji način da odgovara prezentaciji problema. 
Poremećaj u prethodnoj privrženosti i sposobnosti osobe za upravljanje vlastitim afektima izaziva tradicijske, takozvane 'ne-direktivne’  savjetodavne pristupe usmjerene klijentu.  Jedan primjer ove paradigme u pristupu je Multiteoretska Psihoterapija Jeff Brooks-Harrisa. 
Posttraumatska ličnost ne može biti ista osoba kao i prije. To može biti izvor srama, sekundarnih šokova nakon događaja i tuge za gubitkom nepromijenjenog sebe, što utječe na obitelj i rad.  Savjetovanje u tim okolnostima je dizajnirano kako bi se povećala sigurnost, obradila trauma i reintegracija, bez obzira na posebne pristupe liječenja.
|  | Molimo pročitajte upozorenje o korištenju medicinskih informacija. Ne provodite liječenje bez savjetovanja s liječnikom! |